# دانه‌خوار کلاه‌دار
دانه‌خوار کلاه‌دار (نام علمی: Sporophila melanops) نام یک گونه از سرده دانه‌خوارهای اصلی است.